# 五代友泰
五代 友泰（ごだい ともやす、永禄11年（1568年）10月 - 寛永19年11月18日（1642年9月12日））は、戦国時代から江戸時代前期にかけての薩摩国の武将。島津氏の家臣。通称は勝左衛門。父は五代友喜。

## 略歴
家系は新田八幡宮社家執印氏の庶流で、友泰は島津義弘の家老である五代友喜の嫡男として誕生。天正18年（1590年）、義弘次男の久保が小田原征伐に進軍する際は、騎馬16騎の一人として父と共に同行し、文禄の役の際も久保の供をし朝鮮へ渡海したが、文禄2年（1593年）に久保が朝鮮国唐島にて病死するとその亡骸と共に帰国した。友泰は久保の菩提を弔うために日本全国を行脚し、66部の大乗経を奉納し伏見屋敷へ戻ったところ、久保の実弟である忠恒の朝鮮渡海の供を命じられ、再び朝鮮へ渡った。
慶長3年（1598年）豊臣秀吉の死により日本軍の撤収が決定する。露梁海戦を経て諸将が無事に脱出を果たした一方、島津勢の樺山久高ら500余名が潮流に流され、やむを得ず南海島の南海倭城に籠もったのであるが、これを敵船が取り囲むという事態が起こる。義弘はこの500余名を救出すべく密かに迎えの船を出さんとし、その旨を500余名へ伝えるべく伊勢貞昌・有馬重純・鮫島宗俊、そして友泰を派した。友泰らは敵番船の中を小舟で掻い潜りながら南海島へ向かい、久高にその旨を伝えると無事に帰陣を果たした。また久高ら500余名も、無事に朝鮮興善島へと脱出した。友泰はこの功により100石（五代氏の家伝では200石）を賜っている。
朝鮮より帰国すると、加久藤城の番としてその地頭を仰せ付かった。寛永19年（1642年）に死去。嫡男の友貞が寛永8年（1631年）に死去しており、また友貞には子が無かったため、家督は次男の友光が継いだ。

## 系譜
- 父：五代友喜
- 母：祁答院氏の娘
- 妻：不詳
  - 嫡男：五代友貞
  - 次男：五代友光